# Carmen McRae

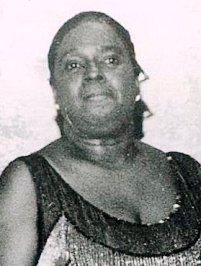
Carmen McRae (1980)

Carmen Mercedes McRae (* 8. April 1920 in Harlem, NYC; † 10. November 1994 in Beverly Hills, Kalifornien) war eine amerikanische Jazz-Sängerin.

## Leben
Carmen McRae nahm privat Klavierunterricht und begann schon sehr früh, eigene Songs zu schreiben. Im New Yorker Apollo Theater gewann sie einen Amateurwettbewerb. Einer ihrer Songs, „Dream of Life“, geriet über Teddy Wilson in die Hände von Billie Holiday, die ihn Anfang der 1940er Jahre aufnahm. Bei Wilsons früherer Ehefrau Irene Kitchings arbeitete McRae als Demo-Sängerin, die auf diese Weise ihre Songs an Agenturen verkaufte, wie den späteren Jazzstandard „Some Other Spring“. Zu ihrem Idol sagte sie später: „Hätte Billie Holiday nicht existiert, hätte es mich wahrscheinlich auch nicht gegeben“.
1946 heiratete McRae den Schlagzeuger Kenny Clarke (die Ehe wurde 1949 geschieden). Ebenfalls 1946 hatte sie ihre ersten Gesangsauftritte mit Benny Carter und Count Basie, danach in der kurzlebigen Band von Mercer Ellington. Sie wirkte als Pausen-Sängerin und Pianistin in verschiedenen Chicagoer und dann in New Yorker Jazz-Clubs, unter anderem im Minton’s Playhouse in Harlem, arbeitete nebenbei als Stenotypistin, bevor sie 1953 von Milt Gabler für Decca Records entdeckt wurde, wo sie 1954 ihre ersten eigenen Schallplatten als Sängerin aufnahm. 1956 heiratete sie den Bassisten Ike Isaacs, der sie u. a. auch auf ihrem Newport-Auftritt 1957 begleitete. Mitte der 1950er Jahre entstanden einige Alben für das kleine Label Bethlehem, an denen u. a. Tony Scott, Herbie Mann und der Akkordeonist Mat Mathews mitwirkten (By Request). Es folgten ihre Produktionen für Decca; in dem Album Boys Meets Girl (1957) sang sie Duette mit Sammy Davis, Jr.; in Mad About the Man (1957) interpretierte sie Songs von Noël Coward und auf dem von Ralph Burns arrangierten Album Birds of a Feather wurde sie von Ben Webster und Mundell Lowe begleitet.
Im Sommer 1961 entstand ihr wohl bestes Album, ihr Tribut an ihr Idol Billie Holiday, Carmen McRae Sings Lover Man and Other Billie Holiday Classics auf Columbia Records, auf dem sie u. a. von Nat Adderley, Eddie Lockjaw Davis und Mundell Lowe begleitet wurde. In den 1960er Jahren blieb sie – als eine der wenigen jazzorientierten Sängerinnen – ihrem Stil treu, auch wenn sie dabei neueres Songmaterial von Billy Joel, Lennon/McCartney, Stevie Wonder oder Michel Legrand integrierte. So trat sie sowohl als Nachtclubsängerin als auch auf Konzerten und Festivals auf, unter anderem auf dem Monterey Jazz Festival, dem World Jazz Festival in Japan (1964) und 1968 auf dem Berkeley Jazz Festival. 1987 trat sie gemeinsam mit Betty Carter auf (The Carmen McRae–Betty Carter Duets).
Aufgrund eines Lungenemphysems zog sich die starke Raucherin McRae 1991 aus dem Showgeschäft zurück.

## Musikalische Bedeutung
Die bei ihren Kolleginnen hoch angesehene Sängerin stand stets im Schatten der drei Größen Sarah Vaughan, Billie Holiday und Ella Fitzgerald. Fitzgerald meinte über den Rang Carmen McRaes: „Was für ein Tollhaus ist doch zuweilen das Jazz- und Showgeschäft! Ginge es nur nach Talent, so müssten ihr tausend wunderschöne Dinge widerfahren sein“. „Sie kann alles singen, einfach alles,“ lobte sie Anita O’Day; für Dionne Warwick war sie „eine Institution, eine wunderbare Sängerin und Interpretin“.
Der Autor Will Friedwald würdigte die Sängerin in seinem Buch Swinging Voices of America folgendermaßen: „Ihr scharfer, unter Umständen beißender Ton nähert sich dem von Billie Holiday; ihre Art, Melodielinien zu verändern, steht in starker Beziehung zur Vaughan/Eckstine-Schule und die Kenntnis harmonischer Praxis im Gegensatz zur Theorie, die nötig ist, um Linien so sicher zu paraphrasieren, wie McRae es tut, geht weit über das Maß durchschnittlicher Scat-Sängerinnen hinaus.“

## Diskographie (Auswahl)
Solo-Alben
- 1954: Carmen McRae mit Herbie Mann, Mat Mathews acc, Mundell Lowe, Wendell Marshall, Kenny Clarke
- 1955: By Special Request (Decca DL-8173)
- 1956: Torchy! (Decca DL-8267) mit Jack Pleis and his Orchestra feat. Joe Wilder und Ralph Burns Orchestra
- 1957: Blue Moon (Decca DL-8347) mit Tadd Dameron Orchestra und Jimmy Mundy Orchestra
- 1957: After Glow (Decca DL-8583) mit Ronnell Bright or Ray Bryant p, Ike Isaacs b, Specs Wright dm
- 1957: Mad About The Man (Decca DL-8662) mit Charlie Shavers, Ray Bryant, Ike Isaacs, Specs Wright, Jack Pleis arr
- 1957: Carmen For Cool Ones (Decca DL-8738)
- 1958: Birds of A Feather (Decca DL-8815)
- 1961: Carmen McRae Sings Lover Man and Other Billie Holiday Classics (Columbia CS-8530) u. a. mit Nat Adderley, Eddie Lockjaw Davis
- 1963: Something Wonderful (Columbia CS-8743) mit Buddy Bregman
- 1967: For Once In My Life (Atlantic SD-8143)
- 1968: Portrait of Carmen (Atlantic SD-8165)
- 1971: The Great American Songbook: Live At Donte's (Atlantic SD2-904) u. a. mit Joe Pass
- 1982: Heat Wave (Concord Jazz CJ-189) u. a. mit Cal Tjader
- 1983: You’re Lookin’ At Me (Concord Jazz CJ-235)
- 1988: Fine & Mellow – Live at Birdland West (Concord Jazz CJ-342)
- 1988: Carmen Sings Monk (Novus PL-83086)

Aufnahmen mit anderen Künstlern
- 1961: Take Five at Basin Street East (Columbia CS-9116) mit Dave Brubeck Band
- 1980: Two For The Road (Concord VICJ-23825) mit George Shearing
- 1988: The Carmen McRae—Betty Carter Duets (Great American Music Hall GAMH-2706) mit Betty Carter

Mitwirkung an Aufnahmen anderer Künstler
- 1957: Sammy Davis, Jr.: Boy Meets Girl (Decca DL-8490)
- 1959: Sammy Davis, Jr.: Porgy And Bess (Decca DL-8854)
- 1960: Dave Brubeck: Tonight Only (Columbia CS-8409)
- 1962: Louis Armstrong: The Real Ambassadors (Columbia COS-2250) mit Dave Brubeck Band